# Kia Opirus
Kia Opirus je typ luxusního automobilu produkovaný jihokorejskou společností Kia, která ho představila v roce 2003. Určen byl předně pro americký trh a krátce po svém uvedení se stal takzvanou vlajkovou lodí svého výrobce.

## Základní podoba
Vůz se vyznačoval implementací doplňků, které podporovaly bezpečnost cestujících. Má zabudováno osm airbagů a v základní výbavě disponuje elektronickou kontrolou odpružení, brzdovým asistentem, elektronickým stabilizačním programem ESP či ABS s rozdělovačem užité brzdné síly.
Do automobilů je montován zážehový šestiválcový motor V6 mající objem 3,5 litru. Nejvyšší výkon na úrovni 198 kilowatt dosahuje při 5,5 tisíci otáčkách. Maximální točivý moment 300 Newtonmetrů je vykázán při 3,5 tisíci otáček za minutu. Nejvyšší rychlost, které je automobil schopen dosáhnout, činí 220 kilometrů za hodinu. Zrychlení z 0 na 100 km/h dosáhne Opirus za 9,2 sekundy. Z rychlosti 60 km/h se na stovku dostane za 5,1 sekundy. Řazení jednotlivých rychlostních stupňů zajišťuje automatická převodovka o pěti stupních, která umožňuje manuální řazení jednotlivých stupňů.

## Úpravy zroku 2006
V létě 2006 na autosalonu v Paříži představila Kia upravenou verzi modelu Opirus, kterou pak na evropských trzích začala nabízet od následujícího roku (2007). Přepracovaný vůz má na délku 5000 milimetrů, šířku 1850 milimetrů a výšku 1485 milimetrů s rozvorem náprav 2800 milimetrů. Minimálních změn doznala přední strana, která má nově výraznější mřížku zakrývající chladič a nový nárazník. Zpětná zrcátka na bočních stranách vozidla jsou doplněna o směrová světla. Ve srovnání s čelní stranou automobilu zaznamenala záď vozu výraznějších změn, když původně horizontální světlomety mají nyní vertikální podobu situované po bočních stranách krytu zavazadlového prostoru. Úprav doznal také zadní nárazník, u něhož je patrný pár chromovaných koncovek výfuku. Zákazníci si rovněž mohou namísto původních tří zbarvení vozidla, jež měli k dispozici, mohou vybírat z celkem osmi barev.
Změn doznal i vnitřek vozidla, který se nabízí ve třech různých barevných podobách. V interiéru se nachází přepracovaná přístrojová deska, jež obsahuje informační systém s barevnou obrazovkou a k tomu též navigaci. Pedály řízení lze elektricky nastavovat a přední sedadla jsou vyhřívaná a ventilovaná.
Úprav se dočkala i motorizace vozidla, kterou nově pohání zážehový šestiválcový motor s větším objemem (3,8 litru) než měla předchozí verze automobilu. Nový motor má i vyšší výkon (193 kilowatt) dosahované při 6 tisíci otáčkách za minutu. Narostl i maximální točivý moment na 353 Newtonmetů při 4500 otáčkách za minutu. Přes nárůst těchto veličin poklesla jeho kombinovaná spotřeba z původních 11,4 litrů na 100 kilometrů nově na 10,9 litru. I vlivem nižší pohotovostní hmotnosti, a to o 122 kilogramů, dosahuje vozidlo vyšší maximální rychlosti (230 kilometrů za hodinu) a zvýšila se rovněž akcelerace, když Kia z klidového stavu na 100 kilometrů za hodinu zrychlí za 7,5 sekundy.